# Palacio de Sal
El Palacio de Sal u Hotel Palacio de Sal es un hotel en el Salar de Uyuni, en la región del Altiplano de Bolivia. Posee una singularidad única al ser el primer hotel construido con bloques de sal.
Fue construido en 1998 por la iniciativa de Juan Quesada Valda, en el propio Salar de Uyuni, el mayor desierto de sal del mundo, a 350 km al sur de la ciudad de La Paz.
El Salar de Uyuni es espacio plano de sal más grande del mundo con 10.582 kilómetros cuadrados. Se encuentra en los departamentos de Potosí y de Oruro en el sudoeste de Bolivia, cerca de la cresta de los Andes a una altitud de 3.656 metros. 
Cada año, el Salar de Uyuni atrae a muchos turistas para contemplar el paisaje, uno de los pocos que permite ver un manto de estrellas en las amplias noches. Durante todo el año este destino tiene sus encantos, desde la temporada de lluvias donde el cielo y la tierra se hacen uno hasta la temporada seca donde pareciera que la sal se quiebra a nuestros pies.
El Palacio de Sal brinda un ambiente singular al estar construido íntegramente a base de sal, encontrando un equilibrio entre la naturaleza y el paisaje.
Alrededor del 2004, el hotel fue trasladado a orillas del salar combinando lo exótico, lo moderno y lo autóctono sobre 4.500 metros cuadrados, a 25 km de la ciudad de Uyuni.